# 바거 288

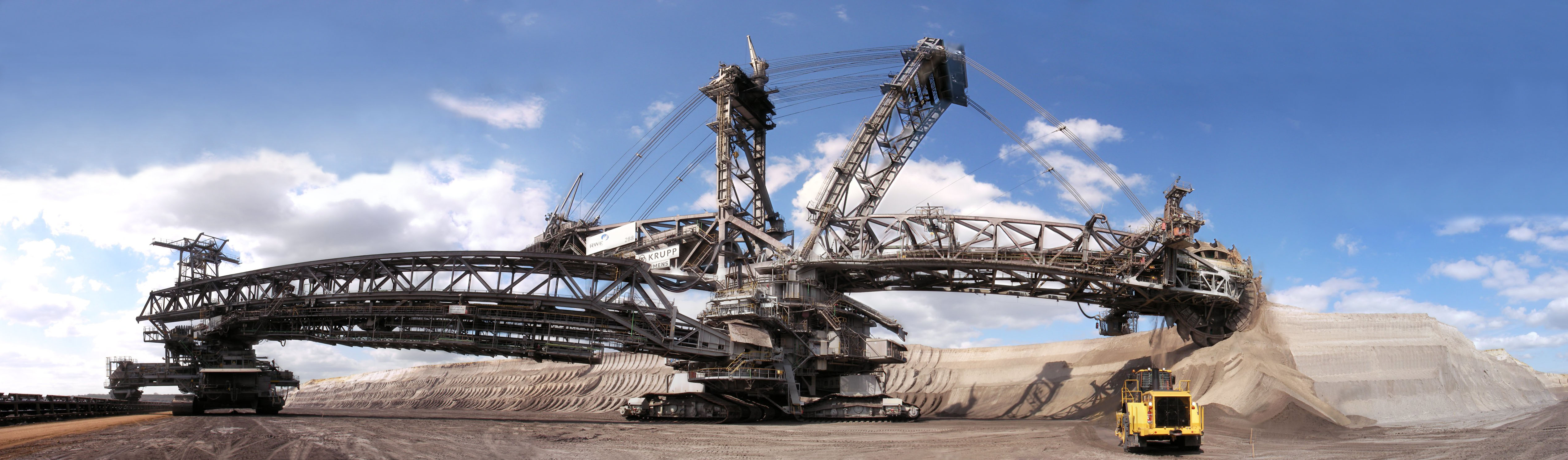
바거 288 굴삭기의 거대한 자태.

바거 288(독일어: Bagger 288→288호 굴삭기)은 독일의 크루프 사가 개발한 버킷휠 굴삭기/노천 광산용 장비이다. 1978년에 개발되었을 당시, NASA의 우주선 운반용 크롤러 트랜스포터를 누르고, 세계에서 가장 큰 단일 차량으로 인정받았다. 무게 13500 톤으로, 매우 크고 길다.